# Zosterop de Wakatobi
El zosterop de Wakatobi (Zosterops flavissimus) és un ocell de la família dels zosteròpids (Zosteropidae).

## Hàbitat i distribució
Habita la selva de l'illa de Tukangbesi, propera al sud-est de Sulawesi.

## Taxonomia
Considerada una subespècie de Zosterops chloris, ara és considerada una espècie de ple dret, arran els treballs de O'Connell et al, 2019.